# شهر قرون وسطایی ترونی
شهر قرون وسطایی ترونی (لهستانی: zespół staromiejski Torunia) کهن‌ترین ناحیه شهر ترونی است. این مکان در فهرست میراث جهانی در لهستان قرار دارد که در سال ۱۹۹۷ افزوده شد. به گفته یونسکو، ارزش آن در این است که « نشان دهنده تبادل ارزش‌های بشری در یک بازه زمانی در یک منطقه فرهنگی از لحاظ پیشرفت در معماری یا فناوری، برنامه‌ریزی شهری یا طراحی چشم‌انداز است.» شهر قرون وسطایی ۶۰ هکتار وسعت دارد.